# Maria Immaculata av Bägge Sicilierna
Maria Immaculata av Bägge Sicilierna (italienskt namn Maria Immacolata Clementina, Principessa di Borbone delle Due Sicilie), född 14 april 1844, död 18 februari 1899, var en österrikisk ärkehertiginna, gift 1861 med ärkehertig Karl Salvator av Österrike, titulärprins av Toscana. 

## Biografi
Maria Immaculata gavs som barn smeknamnet "Petitta" av sin far eftersom hon var mycket liten och skör. Hon ansågs vara vacker och även kejsarinnan Elisabet av Österrike lät sätta in henne i sitt "skönhetsalbum" över vackra människor. Elisabeth ska dock ha tyckt illa om henne av samma orsak och ofta pikat henne; eftersom kejsaren gav Maria Immaculata en pärla varje gång hon fick ett barn, kallade Elisabeth familjen för "Pärlfiskarna". 
Maria Immaculata beskrivs som helt underordnad sin make och ägnade sitt liv enbart åt att uppfostra sina barn och kvarvarande tid åt välgörenhet. Hon besökte ofta Baden, där hon betraktades med särskild respekt. Hon blev änka 1892. Under de sista åren led hon svårt av skrumplever, en sjukdom som hon också avled i.

## Barn
- Maria Theresia (1862-1933); gift 1886 med Karl Stefan av Österrike (1860-1933)
- Leopold Salvator av Toscana (1863-1931); gift 1889 med Blanca, infanta av Spanien (1868-1949)
- Frans Salvator av Toscana (1866-1939); gift 1:o 1890 med ärkehertiginnan Marie Valerie av Österrike , (1868-1924); gift 2:o (morganatiskt) 1934 med Melanie von Riesenfels (1898-1984)
- Karolina (1869-1945); gift 1894 med August Leopold av Sachsen-Coburg-Gotha (1867-1922)
- Albrecht Salvator (1871-1896)
- Marie Antoinette (1874-1891)
- Maria Immakulata (1878-1968); gift 1900 med hertig Robert av Württemberg (1873-1947)
- Rainer Salvator (1880-1889)
- Henriette Maria (1884-1886)
- Ferdinand Salvator (1888-1891)